# Castors (mouvement coopératif)
Pour les articles homonymes, voir Castor.
Les Castors sont un mouvement d'autoconstruction coopérative né après la Seconde Guerre mondiale en France. Il est aujourd’hui implanté au niveau national et compte près de 50 000 adhérents.
Il ne s’agit pas d'une association, mais de plusieurs associations plus ou moins indépendantes, fédérées par la Confédération nationale d’autoconstruction CASTORS. Chaque association a la même vocation et propose à peu près les mêmes services avec des variantes suivant les régions.

## Histoire
Le mouvement est apparenté aux expériences des « cottages sociaux » de l'entre-deux-guerres, qui fonctionnaient suivant un principe similaire. Entre 1921 et la Seconde Guerre mondiale, sous l’impulsion initiale de l’ingénieur Gëorgia Knap et favorisés par la loi Loucheur de 1928, 22 groupes de la région lyonnaise ont ainsi construit plus de mille maisons.

### 1945 à 1950: développement du mouvement
Le terme « Castor » semble apparaître à la fin de la Seconde Guerre mondiale. À Bayonne, malgré l'hostilité du maire de l'époque, un groupe de pionniers obtient pour un prix raisonnable, dans les barthes de l'Adour, un terrain marécageux soumis à l'influence des marées. Une soixantaine de familles dans un premier temps est rejointe par une vingtaine d'autres dont le premier travail a consisté à creuser des canaux, à assécher les marécages et à protéger le quartier par des buttes, avant de s'attaquer aux constructions proprement dites.
Le premier chantier important débute en 1948 à Pessac, organisé par les membres du Comité ouvrier du logement de Bordeaux. Deux suivront, un à Montreuil, puis un à Rezé.
On voit alors des familles se regrouper dans différentes villes de France (dont Lyon et Villeurbanne) autour d'expériences d’auto-construction coopérative fondées sur le principe de l’apport-travail : le travail collectif, effectué pendant les heures de loisirs, vient pallier l’incapacité des personnes ainsi associées à financer l’achat ou la construction d’un logement.
Ces regroupements ont été une réponse militante de différents mouvements politiques et sociaux à la crise du logement (qui, selon l'analyse de Pierre Mercklé, n’aurait pas suffi, à elle seule, à le déclencher). Bien que la part de l'aspect communautaire varie suivant les opérations, il a joué un rôle dans l'essor et l'organisation du mouvement, en favorisant les rencontres des membres et les échanges entre les regroupements.

### 1950 à 1959: période des coopératives

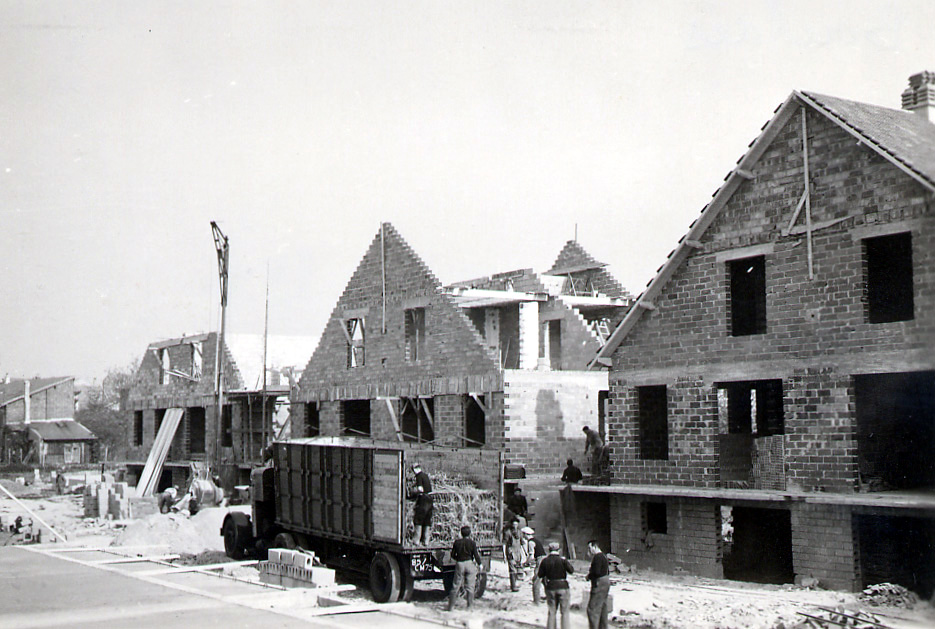
Construction de pavillons Castor à Antony en 1954

En 1950 (ou 1951, selon les sources,) est fondée en Bretagne l'Union Nationale des Castors (UNC), « dans le but de coordonner l'action des différents groupements de Castors, de les conseiller administrativement, juridiquement, financièrement et techniquement, et de les représenter auprès des administrations des organismes compétents. ».
Le principe de l'apport-travail, acquis avec l'expérience de Pessac, fut reconnu par une décision interministérielle (du Ministère de la reconstruction et de l'urbanisme et des Finances) du 5 mai 1949. Après une rencontre en mars 1951 entre le MRU et l'UNC, Claudius-Petit, alors ministre, reconnaît officiellement par une circulaire du 12 août 1952 le mouvement CASTORS, autorisant l'emploi de la formule Castor dans la législation HLM.
L’UNC structure peu à peu la majeure partie du mouvement Castor, jusqu’à la création en juin 1954 de la Confédération Française des Unions de Castors (CFUC), réunissant l'UNC et les associations départementales de la Seine et de Seine-et-Oise. Mais dès le début de l’année 1955, avec le lancement du programme des grands ensembles, le mouvement décline. La préférence des pouvoirs publics va plutôt au collectif et au locatif. La CFUC est dissoute en mai 1955.

### 1960 à nos jours: développement du Castor individuel
Le mouvement Castor s'oriente dans les années 1960 autour de la construction à titre individuel. Les structures du mouvement évoluent tandis que les coopératives de consommation disparaissent avec l'essor des grandes surfaces. Fin 1968, les associations des Castors de Loire-Atlantique et de Seine-et-Oise fondent l'UDEC, organe comptable des associations des Castors, qui permet à leurs adhérents d'acheter des matériaux à des conditions préférentielles.
L'une des dernières opérations de regroupement de Castors est celle de Saint-Vrain en 1972. Les différentes associations se regroupent au sein de la Confédération d'autoconstruction nationale des Castors.
Petit à petit les chantiers coopératifs (construction d'un lot de maisons au travers de l'entraide Castors) ont laissé la place aux chantiers individuels (construction ou rénovation d'une seule maison ou logement).
Les Castors d’Alsace mènent, depuis 2017, un chantier coopératif faisant intervenir les adhérents Castors de cette association pour rénover et mettre aux normes le nouveau siège social de l'association (bâtiment datant de 1925 qui n'a pas été occupé durant une douzaine d'années).

## Services
Voir détail des services proposés sur le site Internet de chaque association Castors.
- Soirées techniques traitant des différents stades de la construction,
- Assurance : Dommage ouvrage décennal. Multigaranties responsabilité civile de l’adhérent Castor et des bénévoles pendant les travaux, assurance des biens... plusieurs formules sont proposées,
- Matériel de location,
- Conseils d’achat,
- Groupement d’achat,
- Assistance pour les plans et permis de construire,
- Conseils d’un architecte et/ou d'un thermicien,
- Visites de chantier,
- Chantiers participatifs[7],
- Panneau de chantier[8],
- Carte de réduction Castors,
- Forum d'échange et de partage[9],
- Liste d’artisans locaux et entreprises agréées.
- Liste de financier acceptant les auto-constructeurs et auto-rénovateurs[10],
- Tarif préférentiel et promotions pour les membres,
- Organisation de rencontres entre auto-constructeurs, échange d’expérience et coup de main,
- Financement : Prêt PASS TRAVAUX labellisé CASTORS (supprimé le 1er janvier 2009)
- Assistance Technique Chantier,

Selon les régions, il ne reste parfois de l'idée de coopération, que l'aspect « groupement d'achat ». L'entraide entre Castors qui était la base du mouvement à ses débuts perdure dans des formes plus modernes notamment grâce à internet. Les chantiers coopératifs ont laissé la place aux chantiers individuels (construction ou rénovation d'une seule maison ou logement).

### Filmographie
- La Cité des Castors, documentaire de 52 minutes réalisé par Fabrice Marache, produit par L'Atelier documentaire en 2007.
- L'Utopie de Pessac, documentaire de 52 minutes réalisé par Jean-Marie Bertineau, produit par Vie des Hauts Production / France Télévisions en 2011. Retrace l'histoire de la première Cité Castors en France.
- Pays Castor, documentaire de 55 minutes, réalisé par Samanta Yépez, 2015 (voir notice « Pays Castor », sur film-documentaire.fr (consulté le 13 juin 2025)))